# Tullgrenella
Tullgrenella là một chi nhện trong họ Salticidae.